# Žabnik (żupania varażdińska)
Žabnik – wieś w Chorwacji, w żupanii varażdińskiej, w gminie Trnovec Bartolovečki. W 2011 roku liczyła 177 mieszkańców.